# Ovocné sady nad Kalvárií
Ovocné sady nad Kalvárií v Motole v Praze jsou dva sady, které rostou severně od ulice Plzeňská mezi motolským zámkem a severní částí přírodní památky Kalvárie.

## Historie
Sady byly založeny v 50. a 60. letech 20. století a původně tvořily jednu souvislou plochu. Jejich pozemek se rozkládal od míst nedaleké dešťové usazovací nádrže až po motolský zámek.
Ve 14. století bývaly na jižních stráních údolí vinice. Od 19. století zde rostly byly a mnozí obyvatelé Motola se sadařstvím živili. Poté byl rozsáhlý pozemek využíván jako vojenské cvičiště až do 2. poloviny 20. století; místy jsou patrné zbytky zákopů.

## Parametry
- Celková rozloha: 1,53 ha
- Počet stromů: 72 (r. 2014), cílový počet 130
- Odrůdy:
  - Slivoně: Švestka domácí, Bystrická, Hamanova, Zimmerova, Wangenheimova, Ruth Gerstetter
  - Jabloně: Zvonkové, Hvězdnatá reneta, Strýmka, Smiřické vzácné, Batul, Kalvil červený, Gaskoňské šarlatové, Ontario
  - Třešně: Dönnisenova, Doupovská černá, Kaštánka, Německá rychlice
  - Hrušně: Červencová, Lucasova, Wiliamsova
  - Ořešáky
- Ovoce k natrhání: ano[1]